# Willy Hengl
Willy Hengl (* 4. Oktober 1927 in Litschau; † 22. Jänner 1997) war ein österreichischer Maler und Fotograf.

## Leben und Wirken

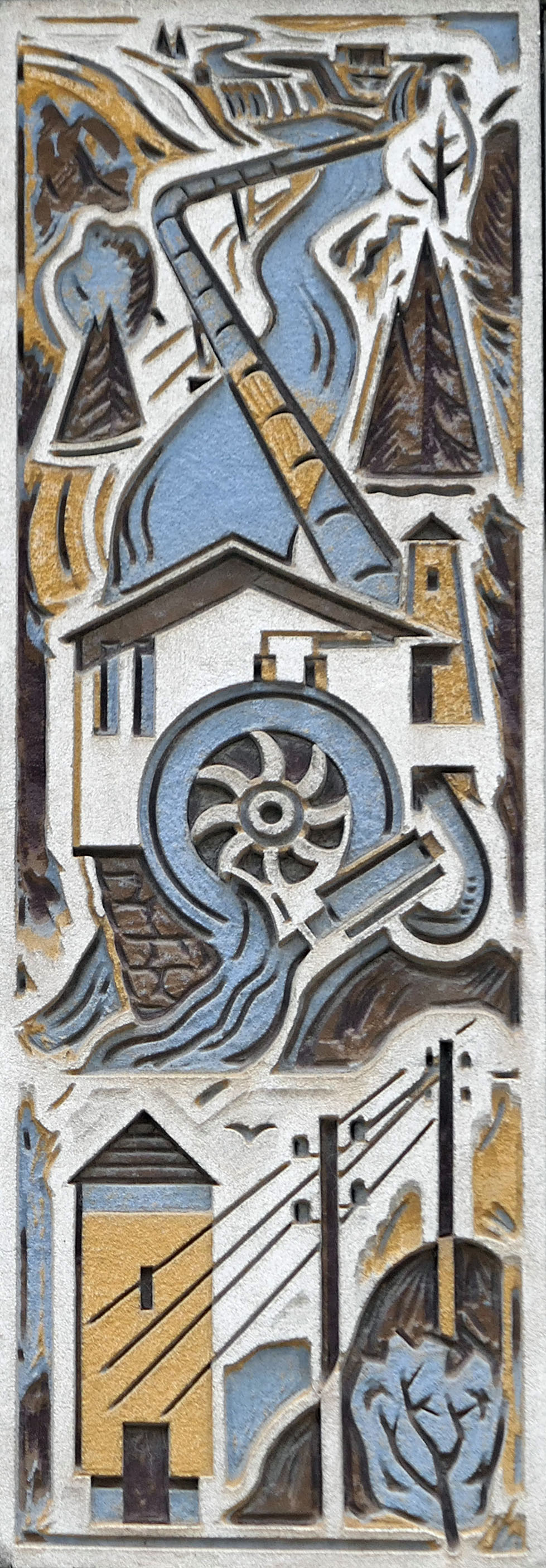
Sgraffito von Willy Hengl. Elektrizitätswerk Poschacher. Standort Perg, Naarntalstraße 23. (1960)

Willy Hengl kam 1938 mit seinen Eltern nach Haag (Niederösterreich). Er absolvierte eine Ausbildung als akademischer Maler und gestaltete zunächst Sgraffiti an Hausfassaden. Als Berufsschullehrer in Linz kam er zur Amateurfotografie und zur künstlerischen Fotografie. Hengl war von 1981 bis 1986 außerordentliches Mitglied in der Künstlervereinigung Künstlerhaus Wien.
Das nach seinen Plänen in Stadt Haag in den 1950er-Jahren errichtete Wohnhaus wird auch als Art Museum und Begegnungsstätte für Künstler genutzt.
An der Imkerschule des Oberösterreichischen Bienenzüchtervereins befindet sich ein Sgraffito von Willy Hengl aus dem Jahr 1965.
Der Künstler war insbesondere mit seinen Fotografien international erfolgreich und erhielt zahlreiche Leistungs- und Ehrentitel aus der ganzen Welt. Er war mehrfach österreichischer Staatspreisträger.
1985 war er gemeinsam mit Heinz Begsteiger Initiator der Galerie der Stadt Traun.

## Fotokabinett
Das in Traun befindliche Erste österreichische Prof. Willy Hengl-Fotokabinett mit mehr als 10.000 Fotos ist Teil der Galerie der Stadt Traun.

## Publikationen
- Photo Design III. Erfolg auf Ausstellungen. München 1976, ISBN 3-87467-100-3.
- Zeitloses Schwarzweiß in der Fotografie. Düsseldorf 1978, ISBN 3-87420-111-2.
- Bildgestaltung in der Schwarz-Weiß-Fotografie. Karlsruhe 1985, DNB 860385310.
- Besser fotografieren auf Reisen. Wege zu besserem Fotografieren. Linz 1985, ISBN 3-85214-431-0.
- Mit Raimo Gareis: Fotografik in schwarzweiß und Farbe. Bildgestaltung mit Raimo Gareis und Willy Hengl. Düsseldorf 1980, ISBN 3-87420-129-5.

## Auszeichnungen
- Konsulent für Kunstpflege der oberösterreichischen Landesregierung (1975)
- Berufstitel Professor (1977)
- In Haag wurde die Willy-Hengl-Straße nach ihm benannt.